# フランツ・クサーヴァー・ジュースマイヤー
フランツ・クサーヴァー・ジュースマイヤー（Franz Xaver Süßmayr, 1766年 - 1803年9月17日）は、オーストリアの作曲家。モーツァルトの遺作「レクイエム」を完成させたことで知られる。
Xaver はクサヴァー、またはクサーファー、Süßmayr はジュースマイアー、またはジュスマイヤーとも表記される。Süßmayr は、よりドイツ語の発音に忠実に表記すればズュースマイアとなる。

## 生涯
オーバーエスターライヒ州のシュヴァーネンシュタット生まれ。父親は教会堂番人で学校教師。6歳で母親を失い、13歳で家を出てクレムスミュンスターのベネディクト会の修道院に学び聖歌隊員になる（1779年-1787年）。声変わりしたために学生オーケストラのヴァイオリン奏者に転向。この修道院では、オペラやジングシュピールが上演されたため、グルックやサリエリのオペラを研究する機会を得る。修道院のための教会音楽や舞台音楽を大量に作曲した。
1787年以降にウィーンでアントニオ・サリエリに師事。1791年にモーツァルトを補佐して、「皇帝ティートの慈悲」や「魔笛」を浄書する。モーツァルトとの関係は親密であったとされる。
長年にわたってジュースマイヤーはモーツァルトの弟子であったと考えられてきたが、モーツァルトの妻コンスタンツェが「レクイエム」の完成者としてジュースマイヤーが適任であったことを正当化するためにでっち上げたとされる。
モーツァルトの死に際に「レクイエム」が話題となり、死後まもなくジュースマイヤーが補筆にとりかかり、100日ほどでコンスタンツェに回収されたという。ジュースマイヤー自身は、多くの音楽家が補筆の依頼を拒否した末に自分に依頼が来た、と回想している。
ジュースマイヤー版の「レクイエム」は、様式的に見てモーツァルト的でないとする批判が出され、新たな異版がたびたび作成されてきたが、ベートーヴェンの擁護もあったように、ジュースマイヤー版が最も演奏される結果となっている。
ジュースマイヤーはモーツァルトの最後の「ホルン協奏曲（K.412+514）」の未完となったロンド（K.514）も補筆している。
エマヌエル・シカネーダーの委嘱によって歌劇「モーゼ、またはエジプト脱出」を作曲、1792年5月4日に初演されたが、同じくシカネーダーによって1794年にヨーロッパ中で上演された「アルカディアの鏡」の方が成功した。この成功によって1794年よりケルンテン劇場の副楽長と専属作曲家に任命される。また1792年には国民劇場の指揮者に就任した。
この頃から1800年までウィーンの音楽界において成功を収め、引く手あまたであったが、世紀の変わり目から体調を崩し、結核のために音楽活動も低調になった。絶筆となった歌劇「狡猾さと偶然の一致」の上演の件で、劇場支配人に詫び状をしたためている。縁談も持ち上がっていたものの、37歳で急死したことによって話が流れた。モーツァルト同様に、ウィーンのサンクト・マルクス墓地に墓碑もなく埋葬された。

## 主要作品一覧
- ミサ曲 (2)
- レクイエム (2)
- オッフェルトリウム (7)
- グラドゥアーレ (1)
- 詩篇唱 （複数）
- マニフィカト (1)
- イムヌス
- 歌劇 「6個のボウルしかないが」Nicht mehr als sechs Schüsseln
- 歌劇「モーゼ、またはエジプト脱出」Moses oder der Auszug aus Ägypten
- 歌劇「アルカディアの鏡」 Der Spiegel von Arkadien
- 歌劇「ソリマン二世、または3人のスルタン妃」Solimann der Zweite oder Die drei Sultaninen（1799年）
ベートーヴェンが、三重唱によるピアノ用の変奏曲（WoO.76）を作曲している。
- 歌劇「狡猾さと偶然の一致」 List und Zufall
- バレエ音楽「ベネヴェントのくるみの木」Il noce di Benevento
ニコロ・パガニーニが、魔女たちの踊りに基づく変奏曲(op.8, MS.19)を作曲している。